# 윤다인
윤다인(Dain Yoon, 1993년 9월 2일~ )은 대한민국의 예술가이다. 현재 미국 뉴욕에 거주하며 미국을 중심으로 세계 무대에서 활동중이다.

## 생애
윤다인은 서울에서 태어나고 자랐다. 예원학교와 서울예술고등학교 미술과를 모두 수석 졸업하였으며, 2017년 한국예술종합학교 무대미술과를 졸업했다.

## 작품 활동

### 초기 활동
무대미술과 재학 당시 윤다인은 많은 배우들에게 공연 분장 작업을 진행했다. 이 과정 중 본인만의 창작물을 만들고자 하는 욕구가 커져 개인 작업을 모델들의 몸에 진행하기 시작했고, 창작에 제한을 느낀 윤다인은 2014년 자신의 얼굴과 신체를 캔버스로 삼아 작업을 하기 시작했다. 윤다인이 만들어내는 ‘일루전 아트(illusion art)’의 인물은 개성의 다양성-다면성을 표현하기 위한 고민에서 시작되었으며, 사람의 인상에 관한 느낌을 담아내기 시작한 것도 같은 맥락이다. 여기에 공연 분장에 대한 연구와 유년기부터 자연스럽게 접할 수 있었던 예술적 가풍(家風)도 결합되어 있다.
윤다인은 얼굴을 신체 중 가장 민감하고 강력한 부위라 여기며 얼굴을 캔버스로 삼아 그림을 그리기 시작했다. 이러한 작업들을 통해 본인의 개성과 특성을 강조하며 자신만의 독특한 캔버스에 섬세한 감정을 전달할 수 있음을 발견했다.
2016년, 일루전 아트(illusion art)라는 본인만의 독특한 장르의 작품으로 인터넷을 떠들썩하게 하며 만 22세의 어린 나이에 세계의 주목을 받기 시작했다. 그녀의 초기 작업은 손에 얼굴 일부를 묘사한 후 겹쳐 어디까지가 실제 모델의 얼굴이고 손인지 가늠하기 힘들 정도로 생생하게 표현했다. 또한 보이는 눈이나, 초점이 안 맞거나 두 개 이상의 시점에서 응시되는 것처럼 보이는 다수의 눈과 눈썹, 입술들은 ‘실제’의 눈과 눈썹, 입술과 경쟁하는 것처럼 보이는 작업은 그녀의 대표 작업 중 하나이다.

### 스타일
윤다인은 본인만의 독창적인 착시 회화 기법으로 유명하지만 캔버스, 조형물, 퍼포먼스, 사진 등 다양한 매체로 작품을 만든다. 그녀의 예술 스타일은 초현실적이며 근본적으로 ‘눈속임(trompe l’oeil)’의 전통에 서있다. 그녀의 작업은 작품을 보는 사람들에게 다른 관점의 초현실주의적인 세계로 이끌어 들여서 저마다의 상상력을 자극한다. 윤다인은 특정한 감정을 자극하는 데에 초점을 맞추기보다는 보는 사람들로 하여금 새로운 시각과 관점으로 바라보게 하는 강력한 각성의 동기를 제공하는 것을 선호한다.
윤다인의 작품은 단순히 사실적인 묘사에만 초점을 맞춘 것이 아닌, 전방위적으로 모든 공간을 입체적으로 포괄적으로 나타냄으로도 평가되어 있다. 이는 무대미술을 공부했던 시절, 더 큰 프레임을 보는 시지각적 훈련에서 비롯되었다고 말했다. 윤다인은 “그림이 그려진 신체의 일부뿐만 아니라 배경, 신체의 움직임, 조명, 공기, 모든 사소한 디테일을 큐레이팅 한다.”라고 언급했다.

## 협업
윤다인은 다양한 협업을 진행해왔다. 마우리치오 카텔란, Pierpaolo Ferrari, 할시, 제임스 블레이크를 포함한 다양한 세계적인 아티스트와 작업을 진행했다. 테이트 모던, 반 고흐 미술관, 예술의전당 등 많은 박물관 및 갤러리와 협업했다.
애플, 아디다스, 메르세데스-벤츠, 넷플릭스, BMW, 한국화이자업존, 20th Century Fox, 인스타그램, 칠성사이다, Paramount Pictures, 에스티 로더 등과 같은 글로벌 기업들과도 다양한 협업을 진행했다.
윤다인은 미디어에서 상당한 주목을 받았다. 초현실주의 기법을 캔버스가 아닌 본인의 신체의 일부에 적용해 크게 화제가 된 후, 해외 언론 CNN, BBC, ABC, NBC 뉴스를 비롯하여 전 세계 언론에 1,000건 이상의 윤다인의 작품이 단독 보도되었다. 보그, Dazed, TOILETPAPER 그리고 뉴욕 타임스 매거진에도 그녀의 작업물이 출간되었다.
2017년, 윤다인은 The Ellen Degeneres Show에 초대되어 그녀의 예술작품인 ”헤어 네일”을 보여주고 본인의 작품에 대해 이야기했다. 2019년, 윤다인은 스냅챗 오리지널 쇼 Fake-Up의 두 명의 심사위원 중 한 명으로 캐스팅되어 두 시즌 동안 심사위원으로 참가했다.

## 학력
- 예원학교 미술과 수석 졸업
- 서울예술고등학교 미술과 수석 졸업
- 한국예술종합학교 연극원 무대미술과 졸업

## 경력

### 전시
- 2023 아트 부산, 부산, 한국
- 2023 LA Art Show, California, USA
- 2020 Photo LA, California, USA
- 2019 아트 부산, 부산, 한국
- 2019 Art Palm Springs, California, USA
- 2018 <24>, LP 갤러리, 한국
- 2017 퍼포먼스 <눈 길>, 예술의 전당 한가람 미술관, 한국
- 2017 서울모던아트쇼 개인전, 예술의 전당 한가람 미술관, 한국

### 광고 및 협업
- Apple
- Mercedes-Benz
- The New York Times
- Tate Modern
- Van Gogh Museum
- Instagram
- Halsey
- Snapchat
- Estée Lauder
- 20th Century Fox
- Paramount Pictures
- BMW
- 한국화이자업존
- 칠성사이다
- KT 기가 오피스
- 현대카드
- 한국마사회

## 수상 내역
- 2021년 Adweek Creator Visionary Awards 'Technology Creator of the Year'
- 2017 서울모던아트쇼 대상 (아트마이닝상)
- 2017 한국예술종합학교 개교 25주년 기념 ‘K-arts, 빛나는 예술가 25인’
- 2017 예원, 서울예고를 빛낸 상
- 2016 대한민국 인재상 (前 대통령상, 現사회부총리 겸 교육부장관 표창)
- 2015 토블론 사진공모전 대상
- 2012 서울예술고등학교 미술상

## 방송

### TV
- NBC The Ellen DeGeneres Show
- FOX 5 Good Day New York
- BBC News
- CNN News
- RTL
- CBS Good Day
- ProSieben Taff
- ARTE Tracks
- MBC 기억록